# František Douda
František Douda, född 23 oktober 1908, död 15 januari 1989, var en tjeckoslovakisk friidrottare.
Douda blev olympisk bronsmedaljör i kulstötning vid sommarspelen 1932 i Los Angeles.